# Nati nel 1957/Dicembre
| Questa pagina contiene informazioni ricavate automaticamente dalle voci biografiche con l'ausilio del template Bio e di un bot. L'aggiornamento è periodico e automatico e ricostruisce completamente la pagina. Se manca una persona in questa lista, sei pregato di non aggiungerla, ma accertati piuttosto che la sua voce biografica contenga il template Bio e che i dati anagrafici siano correttamente compilati. Se il template Bio manca, inseriscilo tu stesso o, in alternativa, metti l'avviso {{tmp\|Bio}} che ne segnala la mancanza. Se i dati riportati sono sbagliati, correggi direttamente la voce biografica; le modifiche saranno visibili in questa lista entro pochi giorni. Per chiarimenti vedi il progetto biografie. La lista contiene solo le 216 persone che sono citate nell'enciclopedia e per le quali è stato implementato correttamente il template Bio. Pagina aggiornata al 26 lug 2025. |

- 1º dicembre - Patrick Bissell, ballerino statunitense († 1987)
- 1º dicembre - Stephen Calder, ex velista canadese
- 1º dicembre - Cristina Punko, cestista brasiliana
- 1º dicembre - Rino Francescato, ex rugbista a 15 italiano
- 1º dicembre - Jari Niinimäki, calciatore finlandese († 2023)
- 1º dicembre - Chris Poland, chitarrista statunitense
- 1º dicembre - Deep Roy, attore e stuntman keniota
- 1º dicembre - Roynell Young, ex giocatore di football americano statunitense
- 2 dicembre - Carolyn Christov-Bakargiev, scrittrice e storica statunitense
- 2 dicembre - Johannes Hahn, politico austriaco
- 2 dicembre - Livio Proietti, politico italiano
- 2 dicembre - Federica Stabilini, ex nuotatrice italiana
- 3 dicembre - Jan Bogaert, ciclista su strada e dirigente sportivo belga († 2024)
- 3 dicembre - Keith Dorney, ex giocatore di football americano statunitense
- 3 dicembre - Renato Franceschelli, funzionario italiano
- 3 dicembre - Loris Loddi, attore e doppiatore italiano
- 3 dicembre - Valérie Quennessen, attrice francese († 1989)
- 4 dicembre - Raul Boesel, ex pilota automobilistico brasiliano
- 4 dicembre - Cathy O'Brien, scrittrice statunitense
- 4 dicembre - Salvatore Pelle, mafioso italiano
- 4 dicembre - Evi Pröll, ex sciatrice alpina austriaca
- 4 dicembre - Eric Steven Raymond, informatico e blogger statunitense
- 4 dicembre - Donato Toma, ex politico italiano
- 4 dicembre - Christa Zechmeister, ex sciatrice alpina tedesca
- 5 dicembre - Patriz Ilg, ex siepista e mezzofondista tedesco
- 5 dicembre - Ivano Leccisi, politico italiano
- 5 dicembre - Art Monk, ex giocatore di football americano statunitense
- 5 dicembre - Pino Pirovano, attore, doppiatore e direttore del doppiaggio italiano
- 5 dicembre - Marcelino Sánchez, attore portoricano († 1986)
- 5 dicembre - Preç Zogaj, poeta e scrittore albanese
- 5 dicembre - Helen Zwanenburg, ex cestista olandese
- 6 dicembre - José Luis Azuaje Ayala, arcivescovo cattolico venezuelano
- 6 dicembre - Andrew Cuomo, politico e giurista statunitense
- 6 dicembre - Greg Deane, ex cestista statunitense
- 6 dicembre - Luis Delís, ex discobolo e pesista cubano
- 6 dicembre - Maria Cecilia Guerra, economista e politica italiana
- 6 dicembre - Bill Hanzlik, ex cestista e allenatore di pallacanestro statunitense
- 6 dicembre - Dario Sanguin, ex calciatore italiano
- 6 dicembre - Nando Sanvito, giornalista italiano
- 6 dicembre - Tommaso Sodano, politico italiano
- 6 dicembre - Arabella Weir, comica, attrice e scrittrice britannica
- 6 dicembre - Petr Zajaroš, ex calciatore cecoslovacco
- 7 dicembre - Stefano Bicini, artista italiano († 2003)
- 7 dicembre - John Lee Ka-chiu, politico hongkonghese
- 7 dicembre - Tijjani Muhammad-Bande, politico, diplomatico e docente nigeriano
- 7 dicembre - Frank Pastor, ex calciatore tedesco orientale
- 7 dicembre - Oswald Sattler, cantante e musicista italiano
- 7 dicembre - Roberto Urrutia, ex sollevatore cubano
- 8 dicembre - Hannelore Anke, ex nuotatrice tedesca
- 8 dicembre - Oleksandr Berežnyj, calciatore sovietico († 2025)
- 8 dicembre - Mersada Bećirspahić, ex cestista jugoslava
- 8 dicembre - Piero Colaprico, giornalista, scrittore e storico italiano
- 8 dicembre - Phil Collen, chitarrista e compositore britannico
- 8 dicembre - José Luis González, ex mezzofondista spagnolo
- 8 dicembre - Michail Michajlovič Kas'janov, politico russo
- 8 dicembre - Johnny Rod, bassista statunitense
- 8 dicembre - Slick, statunitense
- 9 dicembre - Emmanuel Carrère, scrittore, sceneggiatore e regista francese
- 9 dicembre - Luigi Dalla Costa, imprenditore e dirigente sportivo italiano
- 9 dicembre - Stefan Dimitrov, sollevatore bulgaro († 2011)
- 9 dicembre - Alex Giorgi, ex sciatore alpino italiano
- 9 dicembre - Mike Harper, ex cestista statunitense
- 9 dicembre - Robert Mills, ex canottiere canadese
- 9 dicembre - Donny Osmond, cantante, attore e ballerino statunitense
- 9 dicembre - Raja Azureen, principessa malese
- 9 dicembre - Steve Taylor, cantante, regista e produttore cinematografico statunitense
- 10 dicembre - Dirk Bauermann, allenatore di pallacanestro e ex cestista tedesco
- 10 dicembre - Amina Bouayach, diplomatica marocchina
- 10 dicembre - João Canijo, regista portoghese
- 10 dicembre - Kathy Dahlkemper, politica statunitense
- 10 dicembre - Michael Clarke Duncan, attore statunitense († 2012)
- 10 dicembre - Nick Hamm, regista, produttore televisivo e produttore cinematografico britannico
- 10 dicembre - Paul Hardcastle, compositore e musicista britannico
- 10 dicembre - Ivan Lebanov, ex fondista bulgaro
- 10 dicembre - Franco Moscone, arcivescovo cattolico italiano
- 10 dicembre - Viktor Pankraškin, cestista sovietico († 1993)
- 10 dicembre - Miodrag Perunović, ex pugile jugoslavo
- 10 dicembre - José Mário Vaz, politico guineense
- 10 dicembre - Mike Watt, bassista, cantante e compositore statunitense
- 11 dicembre - Peter Bagge, scrittore, disegnatore e fumettista statunitense
- 11 dicembre - Jim Burke, produttore cinematografico statunitense
- 11 dicembre - Albert Hedderich, ex canottiere tedesco
- 11 dicembre - William Joyce, scrittore, illustratore e produttore cinematografico statunitense
- 11 dicembre - Carlos Meglia, fumettista e illustratore argentino († 2008)
- 11 dicembre - Antonio Napolioni, vescovo cattolico italiano
- 11 dicembre - Franco Nisi, giornalista, autore televisivo e conduttore radiofonico italiano († 2016)
- 11 dicembre - Daniel Zaragoza, ex pugile messicano
- 11 dicembre - Toshiyuki Ōmori, compositore giapponese
- 12 dicembre - Gu Changwei, direttore della fotografia e regista cinese
- 12 dicembre - Sheila E., batterista e cantante statunitense
- 12 dicembre - Piero Fabrizi, musicista, compositore e produttore discografico italiano
- 12 dicembre - Moulaye Ould Mohamed Laghdaf, politico mauritano
- 12 dicembre - Robert Lepage, attore teatrale, sceneggiatore e regista cinematografico canadese
- 12 dicembre - William Matteuzzi, tenore italiano
- 12 dicembre - Carlos Olalla, attore e scrittore spagnolo
- 12 dicembre - Susanna Tamaro, scrittrice italiana
- 12 dicembre - Mark Wood, violinista e compositore statunitense
- 13 dicembre - Sven-Eric Bechtolf, attore e regista teatrale tedesco
- 13 dicembre - Steve Buscemi, attore e regista statunitense
- 13 dicembre - Peter Deming, direttore della fotografia statunitense
- 13 dicembre - Filippo Iannone, arcivescovo cattolico italiano
- 13 dicembre - David Leveaux, regista e direttore artistico britannico
- 13 dicembre - Abdellah Medjadi Liegeon, ex calciatore algerino
- 13 dicembre - Morris Day, musicista, compositore e attore statunitense
- 13 dicembre - Wayne Shelford, ex rugbista a 15 e allenatore di rugby a 15 neozelandese
- 13 dicembre - Hirokazu Tanaka, compositore e musicista giapponese
- 14 dicembre - Aliyar Aliyev, militare azero († 1992)
- 14 dicembre - Mario Baccini, politico italiano
- 14 dicembre - Jean-Paul Brigger, allenatore di calcio e ex calciatore svizzero
- 14 dicembre - Tim Cone, allenatore di pallacanestro statunitense
- 14 dicembre - Patrick Deville, scrittore francese
- 14 dicembre - John Terwilliger, ex canottiere statunitense
- 15 dicembre - Fabrizio Ardito, giornalista, fotografo e scrittore italiano
- 15 dicembre - Chō, attore e doppiatore giapponese
- 15 dicembre - Antonino Fava, carabiniere italiano († 1994)
- 15 dicembre - Gary Stempel, allenatore di calcio inglese
- 16 dicembre - João Doria, politico, giornalista e imprenditore brasiliano
- 16 dicembre - Nikólaos Michaloliákos, politico greco
- 16 dicembre - Oscar Reyes, ex calciatore cileno
- 16 dicembre - Monique Spaziani, attrice canadese
- 16 dicembre - Lorella Zanardo, attivista e saggista italiana
- 17 dicembre - Elżbieta Witek, politica polacca
- 17 dicembre - Marco Poeta, chitarrista italiano
- 17 dicembre - Hannes Schick, giornalista e fotoreporter statunitense
- 17 dicembre - Stefano Senesi, pianista, compositore e produttore discografico italiano
- 18 dicembre - Antonio Cipriani, giornalista e scrittore italiano
- 18 dicembre - Bill Forrester, ex nuotatore statunitense
- 18 dicembre - Mireno Scali, attore e cabarettista italiano
- 19 dicembre - Olaf Bär, baritono tedesco
- 19 dicembre - Cyril Collard, scrittore, regista e attore francese († 1993)
- 19 dicembre - Michael Fossum, ex astronauta statunitense
- 19 dicembre - John Gulager, attore, regista e direttore della fotografia statunitense
- 19 dicembre - Jūrōta Kosugi, doppiatore giapponese
- 19 dicembre - Eric Marienthal, sassofonista e flautista statunitense
- 19 dicembre - Kevin McHale, ex cestista, allenatore di pallacanestro e dirigente sportivo statunitense
- 19 dicembre - Satoru Otomo, astronomo giapponese
- 19 dicembre - Burkhard Schröder, ex cestista tedesco
- 19 dicembre - Pablo Elier Sánchez, allenatore di calcio cubano
- 19 dicembre - Joan Tuset Suau, pittore e scultore spagnolo
- 19 dicembre - Masami Yūki, fumettista e character designer giapponese
- 20 dicembre - Tim Bevan, produttore cinematografico neozelandese
- 20 dicembre - Billy Bragg, cantautore, chitarrista e attivista britannico
- 20 dicembre - Christopher Cardone, missionario e arcivescovo cattolico statunitense
- 20 dicembre - Leroy Loggins, ex cestista statunitense
- 20 dicembre - Hisatoshi Shintaku, ex maratoneta giapponese
- 20 dicembre - Anna Vissi, cantante cipriota
- 20 dicembre - Giuseppe Zappulla, politico e sindacalista italiano
- 21 dicembre - Roberto Cifuentes Parada, scacchista cileno
- 21 dicembre - Paola Giannetti, doppiatrice, dialoghista e attrice italiana
- 21 dicembre - Rolf Kanies, attore tedesco
- 21 dicembre - Pavel Kaučič, allenatore di hockey su ghiaccio sloveno
- 21 dicembre - Tsutomu Kitagawa, attore giapponese
- 21 dicembre - Roberto Ottaviano, sassofonista italiano
- 21 dicembre - Fabio Rizzitelli, ex hockeista su pista e dirigente sportivo italiano
- 21 dicembre - Ray Romano, attore e comico statunitense
- 22 dicembre - Pavel Antov, imprenditore e politico russo († 2022)
- 22 dicembre - Javier Augusto Del Río Alba, arcivescovo cattolico peruviano
- 22 dicembre - Tony Lestingi, attore argentino
- 22 dicembre - Kim Steinmetz, ex tennista statunitense
- 22 dicembre - Tsai Chin, cantante taiwanese
- 22 dicembre - Tshering Pem Wangchuck, regina bhutanese
- 23 dicembre - Rob Barel, triatleta olandese
- 23 dicembre - Gaetano Gebbia, allenatore di pallacanestro italiano († 2024)
- 23 dicembre - Vito, comico, cabarettista e attore italiano
- 24 dicembre - António André, allenatore di calcio e ex calciatore portoghese
- 24 dicembre - Oriano Giovanelli, politico italiano
- 24 dicembre - Jérôme Beau, arcivescovo cattolico francese
- 24 dicembre - Othmar Karas, politico austriaco
- 24 dicembre - Hamid Karzai, politico afghano
- 24 dicembre - Jun Kawagoe, regista giapponese
- 24 dicembre - Alfredo Luis Somoza, giornalista, conduttore radiofonico e saggista italiano
- 24 dicembre - Scott Spiegel, sceneggiatore, regista e produttore cinematografico statunitense
- 24 dicembre - Martin Trocha, ex calciatore tedesco orientale
- 25 dicembre - Álex Mohamed, ex calciatore spagnolo
- 25 dicembre - Torben Johansen, calciatore e giocatore di calcio a 5 danese († 2012)
- 25 dicembre - Chris Kamara, allenatore di calcio e ex calciatore inglese
- 25 dicembre - Shane MacGowan, cantante e musicista irlandese († 2023)
- 25 dicembre - Hirofumi Nakazono, fumettista giapponese
- 25 dicembre - Dugarsuren Quinbold, lottatore mongolo († 2002)
- 25 dicembre - Guy Vandersmissen, ex calciatore belga
- 26 dicembre - Guy Barker, trombettista e compositore britannico
- 26 dicembre - Stefano Benassi, doppiatore, direttore del doppiaggio e attore italiano
- 26 dicembre - Yavé Cahard, ex pistard francese
- 26 dicembre - Holly Flanders, ex sciatrice alpina statunitense
- 26 dicembre - Lu Yue, direttore della fotografia e regista cinese
- 27 dicembre - Juana Barraza, ex wrestler e serial killer messicana
- 27 dicembre - Pipino Cuevas, ex pugile messicano
- 27 dicembre - Stefano Emili, canoista italiano
- 27 dicembre - Daniel Levitin, psicologo statunitense
- 27 dicembre - Greg Mortenson, filantropo e scrittore statunitense
- 27 dicembre - Eliseo Rivero, ex calciatore uruguaiano
- 27 dicembre - Conrad Robertson, ex canottiere neozelandese
- 27 dicembre - Steve Vander Ark, scrittore statunitense
- 27 dicembre - Jadran Vujačić, ex cestista jugoslavo
- 27 dicembre - Édouard de Rothschild, imprenditore e banchiere francese
- 28 dicembre - Jorge Bartero, ex calciatore argentino
- 28 dicembre - Dumitru Braghiș, politico moldavo
- 28 dicembre - Aleksandr Chvan, regista sovietico († 2023)
- 28 dicembre - Pietro Patton, politico italiano
- 28 dicembre - Derek Yee, regista, sceneggiatore e attore cinese
- 29 dicembre - Bruce Beutler, immunologo statunitense
- 29 dicembre - Oliver Hirschbiegel, regista tedesco
- 29 dicembre - Tim Witherspoon, pugile statunitense
- 30 dicembre - Anna Basse, ex cestista senegalese
- 30 dicembre - Moussa Bezaz, allenatore di calcio e ex calciatore algerino
- 30 dicembre - Joanna Pacuła, attrice polacca
- 30 dicembre - Johann Riederer, ex tiratore a segno tedesco
- 30 dicembre - Nick Skelton, cavaliere britannico
- 30 dicembre - Tom Tiffany, politico statunitense
- 31 dicembre - Bárbara Bécquer, ex cestista cubana
- 31 dicembre - Fabrizio Meoni, pilota motociclistico italiano († 2005)
- 31 dicembre - Tim Parkin, ex calciatore inglese
- 31 dicembre - Sōtī Triantafyllou, scrittrice greca
- 31 dicembre - Galo Vásquez, ex calciatore ecuadoriano
- 31 dicembre - Peter Williams, attore giamaicano
- 31 dicembre - Riccardo Zucchi, medico e biochimico italiano